# Miquel Barnola i Catarineu
Miquel Barnola i Catarineu (Campins, 1960) és treballador de banca i fou alcalde de Campins des del 1995 i fins al 2011. És fill de Ramon Barnola i Cruells, primer alcalde democràtic en la Transició, i germà de Josep (Pep) Barnola, que a les eleccions municipals de 2023 entrà com a regidor a l'ajuntament de Campins.
Miquel Barnola treballava en una caixa d'estalvis, va entrar a l'ajuntament l'any 1991 com a regidor, i accedí a l'alcaldia quatre anys més tard en la llista de CDC. Va ser reelegit successivament els anys 1999, 2003 i 2007. De les realitzacions del seu mandat es poden esmentar les millores i ampliacions en edificis municipals, l'arranjament del cementiri i la tramitació per una escola. Miquel Barnola també ha estat vinculat a Ràdio Sant Celoni i a la colla de geganters de Sant Celoni.
Posteriorment, un cop va deixar l'alcaldia, va participar en la creació de l'Associació Salvem Campins, amb la intenció de mantenir obert un local amb un bar i amb un racó amb una selecció de queviures, per evitar que el poble es quedés sense establiments.